# Haploa interruptomarginata
Haploa interruptomarginata är en fjärilsart som beskrevs av Beauv. 1824. Haploa interruptomarginata ingår i släktet Haploa och familjen björnspinnare. Inga underarter finns listade i Catalogue of Life.